# Effet Stroop numérique

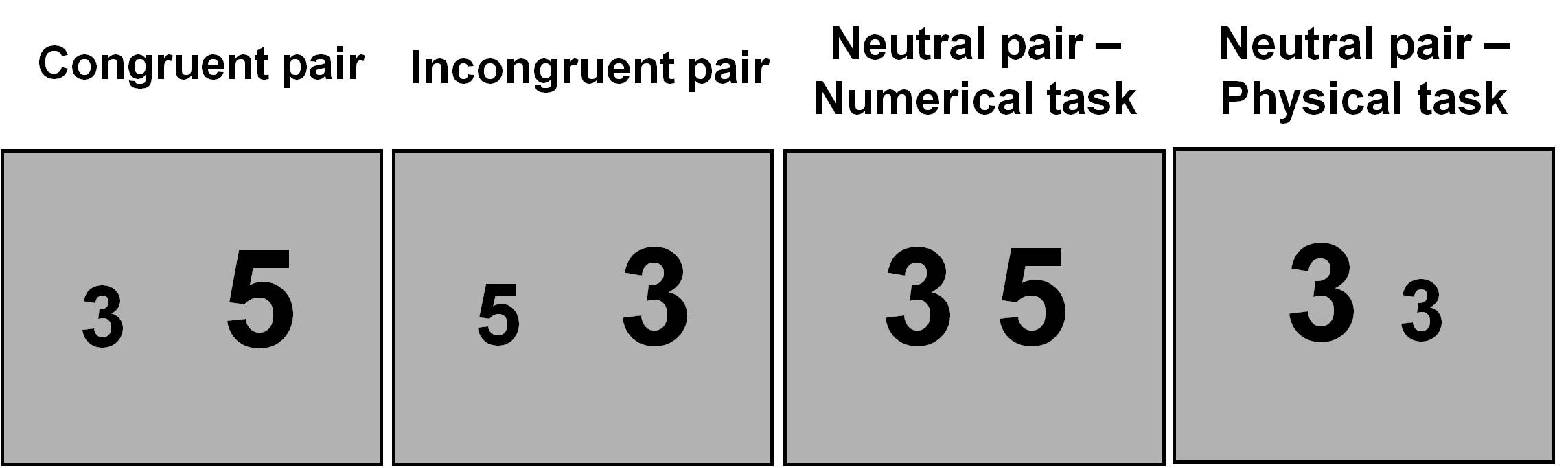
Exemples de paires congruentes, incongruentes et neutres pour l'effet Stroop numérique.

L' effet Stroop numérique est un phénomène observé dans les travaux de psychologie cognitive et qui se manifeste par une interférence qui se produit lorsque des individus sont invités à comparer des représentations de valeurs numériques (comme des nombres) qui sont présentés avec des tailles physiques différentes. Cet effet se produit lorsqu’il y a discordance – ou "incongruence" – entre la valeur numérique et la taille physique des chiffres, ce qui se traduit par une augmentation du taux d'erreurs ou un ralentissement du temps de réponse. Par exemple, comparer un « 3 » physiquement plus grand et un « 5 » plus petit peut entraîner des temps de réaction plus lents, car le cerveau rencontre des informations contradictoires entre la taille et la valeur. À l’inverse, les temps de réponse sont plus rapides lorsque la taille et la valeur correspondent, comme un grand « 5 » et un petit « 3 ». L'effet Stroop numérique a initialement été décrit en 1976 par James V. Hinrichs.
Ce phénomène est conceptuellement lié à l’effet Stroop (du nom du chercheur qui l'a décrit initialement, en 1935) lequel est traditionnellement observé lorsqu'il y a interférence entre le sens de noms de couleur et la couleur dans laquelle ils sont écrits. Par exemple, on est ralentit si on doit dire dans quelle couleur est écrit le mot « bleu ». en raison du conflit cognitif entre l'accès automatique au mot "bleu" par la lecture et le fait de devoir donner la réponse "rouge" qui correspond à la couleur des caractères.
Tout comme l’effet Stroop classique, le Stroop numérique met également en évidence la nature automatique du traitement des nombres, qui peut persister même lorsque les participants reçoivent explicitement pour instruction d’ignorer une dimension (par exemple, la taille des chiffres).